# تعامد (رياضيات)

تعامدخطين يعني حتمية تشكل زاوية قائمة بينهما.

في الرياضيات، إذا شكّل متجهين زاوية قائمة، يسمّيان متعامدين. وليس شرطًا أن يلتقي المتجهين أو أن يتقاطعا، فيمكن لشارع أن يعامد الطريق السريع الذي يمر فوقه، إذا ما كانا يشكّلان زاوية قائمة.

## تعريف
في الرياضيات، التعامد (بالإنجليزية: orthogonality)‏ بالنسبة لمتجهين {\displaystyle x} و{\displaystyle y} في فضاء الجداء الداخلي {\displaystyle V} يتحقق إذا كان جداؤهما الداخلي {\displaystyle \langle x,y\rangle } يساوي صفرًا. نمثل هذه الحالة بالتدوين : {\displaystyle x\perp y}.
وفي سياق فضاء المتجهات، فإنّ الفضائين الجزئيين {\displaystyle A} و{\displaystyle B} في الفضاء {\displaystyle V} يكوّنان فضائين جزيين متعامدين إذا كان كل متجه في {\displaystyle A} يعامد كل متّّجه في {\displaystyle B}. وإذا كان {\displaystyle B} هو أكبر فضاء جزئي في {\displaystyle V} يعامد الفضاء الجزئي {\displaystyle A} يطلق على {\displaystyle B} اسم المتمّم المعمامد لـ{\displaystyle A}.
كما ويدعى التحويل الخطّي {\displaystyle T:V\to V} تحويلاً معامدًا إذا كان يحفظ عمليّة الجداء الداخلي، بما معناه أنّه لكل متجهين {\displaystyle x} و{\displaystyle y} في الفضاء {\displaystyle V}، يتحقّق:
{\displaystyle \left\langle Tx,Ty\right\rangle =\left\langle x,y\right\rangle }.
معنى هذا الشرط هو أنّ التحويل {\displaystyle T} يحافظ على الزاوية بين المتجهين {\displaystyle x} و{\displaystyle y}، كما أنّ طول {\displaystyle Tx} مساوٍ لطول {\displaystyle x}.

## فيالفضاء الإقليدي
في الفضاء الإقليدي ثنائي البعد أو ثلاثي البعد، فأن يكون متجهين متعامدين مكافئ لكونهما يكوّنان زاوية قائمة (مقدارها {\displaystyle 90^{\circ }} أو {\displaystyle {\frac {\pi }{2}}\ {\mbox{rad}}} بينهما، وعندها يكون جدائهما النقطي (الداخلي) صفر.
في سياق الفضاء الجزئي الإقليدي، فإنّ المتمّم المعامد لخط مستقيم هو المستوي المعامد له، والعكس صحيح. ولأنّ جميع المتجهات في الفضاء الجزئي تبدأ من نقطة المبدأ أو الأصل، فلكل مستقيم أو مستوي متمّم معامد واحد ووحيد.
في الفضاء الإقليدي رباعي الأبعاد، فإنّ المتمّم المعامد للخط المستقيم هو المستوي الفائق (بالإنجليزية: hyperplane)‏، والعكس صحيح. أمّا المتمّم المعامد لمستوي فهو أيضًا مستوي.
وتدعى مجموعة من المتجهات متعامدة بأزواج إذا كان كل زوج متجهات فيها متعامدًا، وتكوّن هذه مجموعة من المتجهات المستقلّة خطيًا، إذا لم تحتو على متّجه الصفر. كما وتدعى هذه المجموعة مجموعة متعامدة معيّرة إذا كانت كل المتّجهات فيها معيّرة أي كلّها من متجهات الوحدة.

## تعامد الدوال
غالبًا ما يعرّف الجداء الداخلي لدالّتين، f وg، بأنّه:
{\displaystyle \left\langle f,g\right\rangle _{w}=\int _{a}^{b}f(x)g(x)w(x)dx}
حيث يعرّف الجداء الداخلي بالنسبة لدالّة الترجيح w. من هنا، فتكون الدالتان f وg متعامدتين إذا ما كان جداؤهما الداخلي يساوي صفرًا:
{\displaystyle \int _{a}^{b}f(x)g(x)w(x)dx=0}
كما ويكتب نظيم دالّة وفقًا للجداء الداخلي أعلاه ودالة الترجيح w على أنّه:
{\displaystyle \left\|f\right\|_{w}={\sqrt {\left\langle f,f\right\rangle _{w}}}}
وتكون متتالية الدوال {\displaystyle \mathbb {F} =\left\{f_{i}:i=1,2,3,\ldots \right\}}:
- متعامدة، إذا تحقّق لكل زوج {\displaystyle i,j}:

{\displaystyle \left\langle f_{i},f_{j}\right\rangle _{w}=\int _{-\infty }^{+\infty }f_{i}(x)f_{j}(x)w(x)dx=\|f_{i}\|^{2}\cdot \delta _{i,j}=\|f_{j}\|^{2}\cdot \delta _{i,j}}
- متعامدة معيّرة إذا تحقّق لكل زوج {\displaystyle i,j}:

{\displaystyle \left\langle f_{i},f_{j}\right\rangle _{w}=\int _{-\infty }^{+\infty }f_{i}(x)f_{j}(x)w(x)dx=\delta _{i,j}}
بحيث:
{\displaystyle \delta _{i,j}=\left\{{\begin{matrix}1&\mathrm {if} \ i=j\\0&\mathrm {if} \ i\neq j\end{matrix}}\right.} هي دلتا كرونيكر. أي بكلمات أخرى، على كل دالّتين أن تكونا متعامدتين وأيضًا، في حالة المجموعة المتعامدة المعيّرة، أن يكون نظيم كلّ منها يساوي 1. للمزيد، أنظر في كثيرات الحدودِ المتعامدةِ.